# Himno Nacional de Uruguay
Himno Nacional de Uruguay é o hino nacional do Uruguai. A letra do hino é de Francisco Acuña de Figueroa e a música é de Francisco José Debali, dupla que também compôs o Hino nacional do Paraguai. Foi apresentado pela primeira vez ao público em 19 de julho de 1845.

## Letra (em castelhano)
¡Orientales, la Patria o la Tumba!

¡Libertad o con gloria morir!

¡Es el voto que el alma pronuncia,

Y que heroicos sabremos cumplir!

¡Libertad, libertad, orientales!

Ese grito a la Patria salvó

Que a sus bravos en fieras batallas

De entusiasmo sublime inflamó.

De este don sacrosanto la gloria
 
Merecimos ¡tiranos, temblad!

Libertad en la lid clamaremos,

Y muriendo, ¡también libertad!

Dominado la Iberia dos mundos

Ostentaba sus altivo poder,

Y a sus plantas cautivo yacía

El Oriente sin nombre ni ser;

Mas, repente sus hierros trozando

Ante el dogma que Mayo inspiró,

Entre libres, déspotas fieros,

Un abismo sin puente se vio.

Su trozada cadena por armas,

Por escudo su pecho en la lid,

De su arrojo soberbio temblaron

Los feudales campeones del Cid:

En los valles, montañas y selvas

Se acometen con muda altivez,

Retumbando con fiero estampido

Las cavernas y el cielo a la vez.

El estruendo que en torno resuena

De Atahualpa la tumba se abrió,

Y batiendo sañudo las palmas

Su esqueleto, ¡venganza! gritó:

Los patriotas el eco grandioso

Se electrizan en fuego marcial,

Y en su enseña más vivo relumbra

De los Incas el Dios inmortal.

Largo tiempo, con varia fortuna,

Batallaron liberto, y señor,

Disputando la tierra sangrienta

Palmo a palmo con ciego furor.

La justicia, por último, vence

Domeñando las iras de un Rey;

Y ante el mundo la Patria indomable

Inaugura su enseña, y su rey.

Orientales, mirad la bandera,

De heroísmo fulgente crisol;

Nuestras lanzas defienden su brillo,

¡Nadie insulte la imagen del sol!

De los fueros civiles el goce

Sostengamos; y el código fiel

Veneremos inmune y glorioso

Como el arca sagrada Israel.

Porque fuese más alta tu gloria,

Y brillasen tu precio y poder,

Tres diademas, ¡oh, Patria!, se vieron

Tu dominio gozar, y perder.

Libertad, libertad adorada,

¡Mucho cuestas, tesoro sin par!

Pero valen tus goces divinos

Esa sangre que riega tu altar

Si a los pueblos un bárbaro agita,

Removiendo su extinto furor,

Fratricida discordia evitemos,

¡Diez mil tumbas recuerdan su horror!

Tempestades el Cielo fulmina,

maldiciones desciendan sobre él,

Y los libres adoren triunfante

de las leyes el rico joyel.

De laureles ornada brillando

La Amazona soberbia del Sud,

En su escudo de bronce reflejan
 
Fortaleza, justicia y virtud.

Ni enemigos le humillan la frente,

Ni opresores le imponen el pie:

Que en angustias selló su constancia
 
Y en bautismo de sangre su fe.

Festejando la gloria, y el día

De la nueva República el Sol,

Con vislumbres de púrpura y oro,

Engalana su hermoso arrebol.

Del Olimpo la bóveda augusta

Resplandece, y un ser divinal

Con estrellas escribe en los cielos,

Dulce Patria, tu nombre inmortal.

De las leyes el Numen juremos

Igualdad, patriotismo y unión,

Inmolando en sus aras divinas

Ciegos odios, y negra ambición.

Y hallarán los que fieros insulten

La grandeza del Pueblo Oriental,

Si enemigos, la lanza de Marte

Si tiranos, de Bruto el puñal